# مدير الإنتاج التنفيذي
مدير الإنتاج التنفيذي وهو اسم منصب في الشركة يشير إلى مسؤولية تنفيذية لكل ماله علاقات في المنتجات.

## المنصب
مدير الإنتاج التنفيذي مكلف عن كل ماله علاقة بالمنتجات. وبعض الأحيان تتضمن الأفكار والتطوير، الإنتاج بشكل عام الابتكار. إدارة المشاريع وإدارة المنتجات.

## المسؤوليات
مدير الإنتاج التنفيذي في بعض الأحيان يخدم في مجال التسويق بالمشاركة في التسويق وإعلان المنتجات للمستهلكين ويستطيع مدير الإنتاج التنفيذي التعديل على تصميم المنتج ليصل إلى رضا المستهلك.